# Suresh Krissna
Pour les articles homonymes, voir Krissna.
Pour l’article ayant un titre homophone, voir Krishna.
Suresh Krissna, né le 25 juin 1959 à Bombay (Inde), est un réalisateur indien qui réalise des films en tamoul, télougou, malayalam, kannada et hindi. Son premier film indépendant en tant que réalisateur est Sathya (1988), avec Kamal Haasan. Il est connu pour avoir dirigé Rajinikanth dans quatre films dont Annamalai (en) (1992), Veera (en) (1994), Baashha (1995) et Baba (2002).

## Biographie
Suresh Krissna naît à Bombay de R. Krishna et K. Sharada. Il a deux frères, Sreeram et Satheesh, et une sœur, l'actrice Shanthi Krishna (en).
Il passe son début de carrière à Mumbai. Après avoir obtenu son diplôme en économie, il rejoint le bureau de Mumbai de LV Prasad pour la gestion des comptes. Plus tard, il est devenu assistant exécutif de LV Prasad et s'est également occupé du bureau de Prasad Productions Mumbai. Lorsque L.V. Prasad commence la production d'Ek Duuje Ke Liye (1981), réalisé par K. Balachander, il assiste Prasad Productions sur place. Après l'achèvement du film, il continue de travailler pour K. Balachander en assistant d'abord à Thaneer Thaneer (1981). Plus tard, il est élevé au statut de directeur associé dans Achamillai Achamillai (1984).
Le premier film de réalisateur indépendant de Suresh était Sathya (1988) avec Kamal Haasan qui était un remake du film hindi Arjun avec Sunny Deol.. En 1989, il reçoit le prix Nandi du meilleur réalisateur pour Prema. Suresh Krissna est devenu célèbre après avoir travaillé avec Rajinikanth dans le film Annaamalai de 1992. En 1995, Rajnikanth et Suresh Krissna se sont à nouveau associés pour le film Baashha, qui a reçu une évaluation et a battu le record d'Annamalai (en) au Box Office. Le film est considéré comme l'un des points de rupture de la carrière de Rajnikanth. En 2001, Suresh Krissna réalise un film en telugu, Daddy dans lequel il travaillé avec Chiranjeevi. En 2002, il commence à travailler sur un film intitulé Vamana mettant en vedette Ajith Kumar, Reema Sen et Sneha. Malgré le début de la production, le film a ensuite été bloqué.
Suresh Krissna a réalisé des films comme Baba (2002), Rocky – The Rebel (2006), Ilaignan (2011) et Katari Veera Surasundarangi (2012). En 2012, Suresh Krissna a publié un livre intitulé My Days with Baashha, dans lequel le réalisateur écrit ses souvenirs de réalisation de films à succès avec Rajnikanth. Rajnikanth a déclaré dans une interview que les réalisateurs Suresh Krissna et Mani Ratnam sont ceux qui ont fait de lui une superstar.
Il a réalisé des films dans de nombreuses langues mettant en vedette des héros tels que Rajinikanth, Kamal Haasan, Chiranjeevi, Venkatesh, Nagarjuna, Mohanlal, Vishnuvardhan et Salman Khan. Suresh Krissna, qui a réalisé environ 40 films à ce jour, a également réalisé des séries sur des chaînes de télévision de premier plan comme Sun TV et Vijay TV. Il réalise la série Mahabharatham (2013) sur Sun TV. Suresh Krissna entre dans l'espace des séries Web avec In the Name of God (2021), à diffuser en telugu, qu'il a produit.

## Filmographie partielle
- 1988 : Sathya (en)
- 1989 : Prema (en)
- 1989 : Indrudu Chandrudu (en)
- 1990 : Raja Kaiya Vacha (en)
- 1991 : Amma
- 1991 : Love (en)
- 1992 : Sahasam (en)
- 1992 : Jaagruti
- 1992 : Annamalai (en)
- 1992 : Vasundhara
- 1993 : Vedan (en)
- 1993 : Rojavai Killathe (en)
- 1994 : Veera (en)
- 1995 : Baashha (en)
- 1996 : Dharma Chakram (en)
- 1996 : The Prince (Malayalam Movie) (en)
- 1996 : Sivasakthi (en)
- 1997 : Master (en)
- 1997 : Aahaa..! (en)
- 1998 : Auto Driver (en)
- 1998 : Aahaa..! (en)
- 1999 : Oruvan (en)
- 1999 : Sangamam (en)
- 2000 : Rayalaseema Ramanna Chowdary (en)
- 2001 : Daddy (en)
- 2001 : Aalavandhan (en)
- 2002 : Baba (en)
- 2003 : Idi Maa Ashokgadi Love Story (en)
- 2003 : Raghavendra (en)
- 2003 : Kadamba (en)
- 2004 : Bhadradri Ramudu (en)
- 2004 : Gajendra (en)
- 2005 : Jyeshta (en)
- 2006 : Astram (en)
- 2006 : Rocky – The Rebel (en)
- 2007 : Parattai Engira Azhagu Sundaram (en)
- 2009 : Mestri (en)
- 2009 : Arumugam (en)
- 2011 : Ilaignan (en)
- 2012 : Katari Veera Surasundarangi (en)

## Récompenses et distinctions
- (en) Suresh Krissna: Awards, sur l'Internet Movie Database